# Yōko Tanabe
Yōko Tanabe (jap. 田辺 陽子 Tanabe Yōko; ur. 28 stycznia 1966 w Tokio) – japońska judoczka. Dwukrotna medalistka olimpijska.
Brała udział w dwóch igrzyskach (IO 92, IO 96), na obu zdobywała srebrne medale w wadze do 72 kilogramów. W 1992 w finale pokonała ją Koreanka Kim Mi-jung, cztery lata później Belgijka Ulla Werbrouck. Na mistrzostwach świata zdobyła pięć medali, dwa srebrne w wadze do 72 kilogramów (1989 i 1991) i trzy brązowe (w wadze do 72 kg w 1987 i 1995, w kategorii open w 1989). Na igrzyskach azjatyckich w 1990 zdobyła złoto w wadze do 72 kilogramów i brąz w kategorii open. Zdobyła szereg medali na mistrzostwach Kuby, w tym czternastokrotnie zostawała mistrzynią kraju seniorów (w wadze do 72 kilogramów i open).